# Mlékosrby
Mlékosrby är en ort i Tjeckien. Den ligger i den centrala delen av landet, 80 km öster om huvudstaden Prag. Mlékosrby ligger 240 meter över havet och antalet invånare är 229.
Terrängen runt Mlékosrby är platt. Runt Mlékosrby är det ganska tätbefolkat, med 52 invånare per kvadratkilometer. Närmaste större samhälle är Přelouč, 17,4 km söder om Mlékosrby. Trakten runt Mlékosrby består till största delen av jordbruksmark.